# Alberich (mitologie)

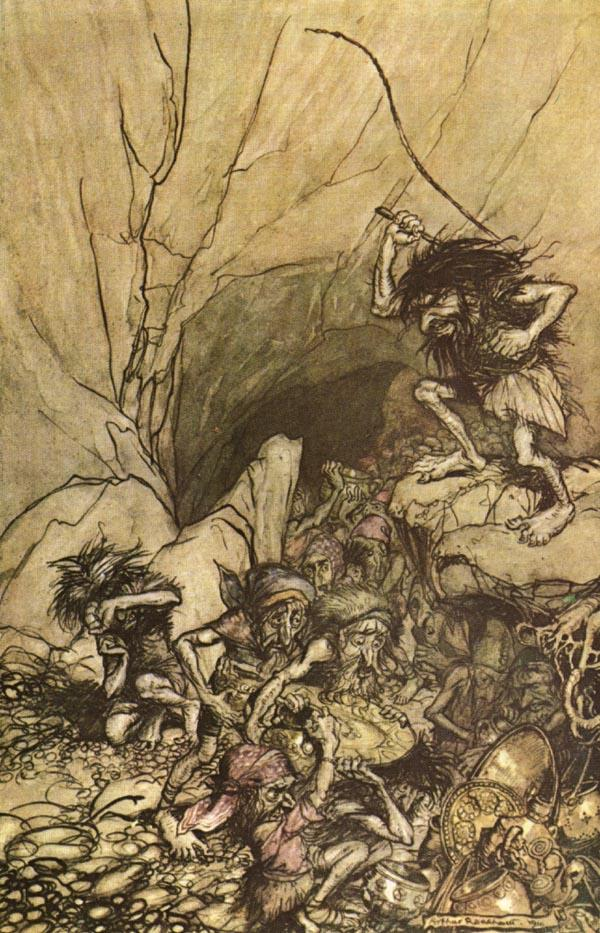
Alberich imaginat de
Arthur Rackham.

Alberich este un vrăjitor legendar, din mitologia germanică sau din povestirile epice france din dinastia merovingiană (secolele al V-lea sau al VI-lea), al cărui nume semnifică „regele elfilor” (elbe: „elfi”, iar reix: „rege”). Este denumit și regele piticilor.
În Cântecul Nibelungilor, o epopee medievală, scrisă în jurul anului 1204 în limba germană medie (Mittelhochdeutsch), piticul veghează asupra comorii nibelungilor, însă este răsturnat de Siegfried.
În Inelul Nibelungilor, ciclul de patru opere ale lui Wagner, Alberich este un pitic, căpetenie a nibelungilor, și paznic al „comorii Rinului”.  Alberich al lui Wagner este un personaj compozit, ieșit îndeosebi din Cântecul Nibelungilor, dar și din Andvari, din mitologia nordică.

## Personaje derivate

Oberon reprezentat pe o marcă poștală, cu valoarea nominală de 25 de pfenigi, emisă de R.D.Germană,
în 1982

Personajele următoare au derivat, în secolele care au urmat, din conceptul „Alberich”, rege al elfilor și al piticilor:
- Oberon – traducerea franceză a numelui Alberich (el este „regele zânelor” în textele franceze și engleze).
  - Oberon este regele zânelor din comedia Visul unei nopți de vară de Shakespeare.
- Elegast/Elbegast/Alegast - fantomă elf, spirit elf (traduceri ale numelui în neerlandeză, germană și scandinavă).

## Dispozitiv Alberich
Personajul mitologic  Alberich își fabricase o capă de invizibilitate (o mantie care îl făcea invizibil pe purtător). De aceea, Alberich a servit de nume unui dispozitiv destinat să facă invizibile ASDIC–ului submarinele germane, cu ajutorul unor plăci anecoide, folosite începând din 1944.